# Parafia św. Maksymiliana Marii Kolbego w Głogowie
Parafia pw. Świętego Maksymiliana Marii Kolbego w Głogowie – rzymskokatolicka parafia, położona w dekanacie Głogów, diecezji zielonogórsko-gorzowskiej, metropolii szczecińsko-kamieńskiej w Polsce.

## Historia
Parafia powstała dekretem biskupa Adama Dyczkowskiego 14 sierpnia 1995 z podziału parafii w Jaczowie oraz głogowskich parafii św. Mikołaja i NMP Królowej Polski.

## Miejsca święte

### Kościół parafialny
Kościołem parafialnym jest kościół pw. św. Maksymiliana Marii Kolbego w Głogowie.

### Kościoły filialne
- Kaplica szpitalna w Głogowie
- Kaplica w Domu Opieki Społecznej w Głogowie